# 다이케토피페라진
다이케토피페라진, 디케토피페라진(Diketopiperazine, DKP)은 디옥소피페라진 또는 피페라진디온으로도 알려져 있는 물질로, 피페라진과 관련이 있지만 2개의 아미드 결합을 포함하는 유기 화합물 부류이다. DKP는 알려진 가장 작은 종류의 고리형 펩티드이다. 이름에도 불구하고 케톤이 아니라 아미드이다. 카르보닐기의 위치가 다른 세 가지 위치이성질체가 가능하다.
- 하나의 이성질체는 에틸렌디아민에서 얻은 옥사미드이다.
- 2,5-디케토피페라진은 2개의 α-아미노산의 축합을 통해 종종 얻을 수 있는 시클로디펩티드이다.
- 2,6-디케토피페라진은 이미노디아세트산에서 유도된 고리화된 이미드 유도체로 볼 수 있다.

이들 3가지 이성질체 디케토피페라진 중에서 2,5-유도체가 가장 큰 관심을 끌었다. 생물학적으로 활성인 천연물의 출현으로 인해 의약 화학자들은 약물 발견 과정에서 펩타이드의 열악한 물리적 및 대사 특성을 피하기 위해 DKP를 사용하도록 영감을 받았다.